# 夢まで翔んで
夢まで翔んで（ゆめまでとんで）は、1979年9月5日にEXPRESSから発売されたスピード・ウェイのデビューシングル(ETP-10593)。

## 解説
彼らのシングル曲では唯一、小室哲哉が参加していない楽曲である。一部サイトではC/W曲が『ダンシング・ライダー』として紹介されているが、その曲は翌年に発売された2ndシングル『Rockin' on the 月光仮面』のC/W曲であり、本作には収録されていない。

## 収録曲
全作曲：木根尚登、編曲：スピード・ウェイ

### SIDE A
1. 夢まで翔んで
作詞：青木高貴

### SIDE B
1. WEEK END LIFE
作詞：青木高貴・木根尚登